# 中央武装力量博物馆
中央武装力量博物馆（俄语：Центральный музей Вооружённых Сил），全称俄罗斯联邦中央武装力量博物馆，位于俄罗斯首都莫斯科市中心。

## 历史
俄罗斯联邦中央武装力量博物馆是世界上最大的军事历史博物馆之一，博物馆的历史源于1919年12 月23日在莫斯科红场的商场内（今天的古姆国立百货商店）举办的固定展览。1975年4月博物馆被苏联最高苏维埃授予红星奖章，同时也是国际博物馆协会成员。馆内藏品共计82万余件，分布在面积5000多平米的24个展厅。博物馆的胜利展厅展有苏德战争中苏联军民战胜法西斯德国的象征——胜利旗。

## 展馆分布

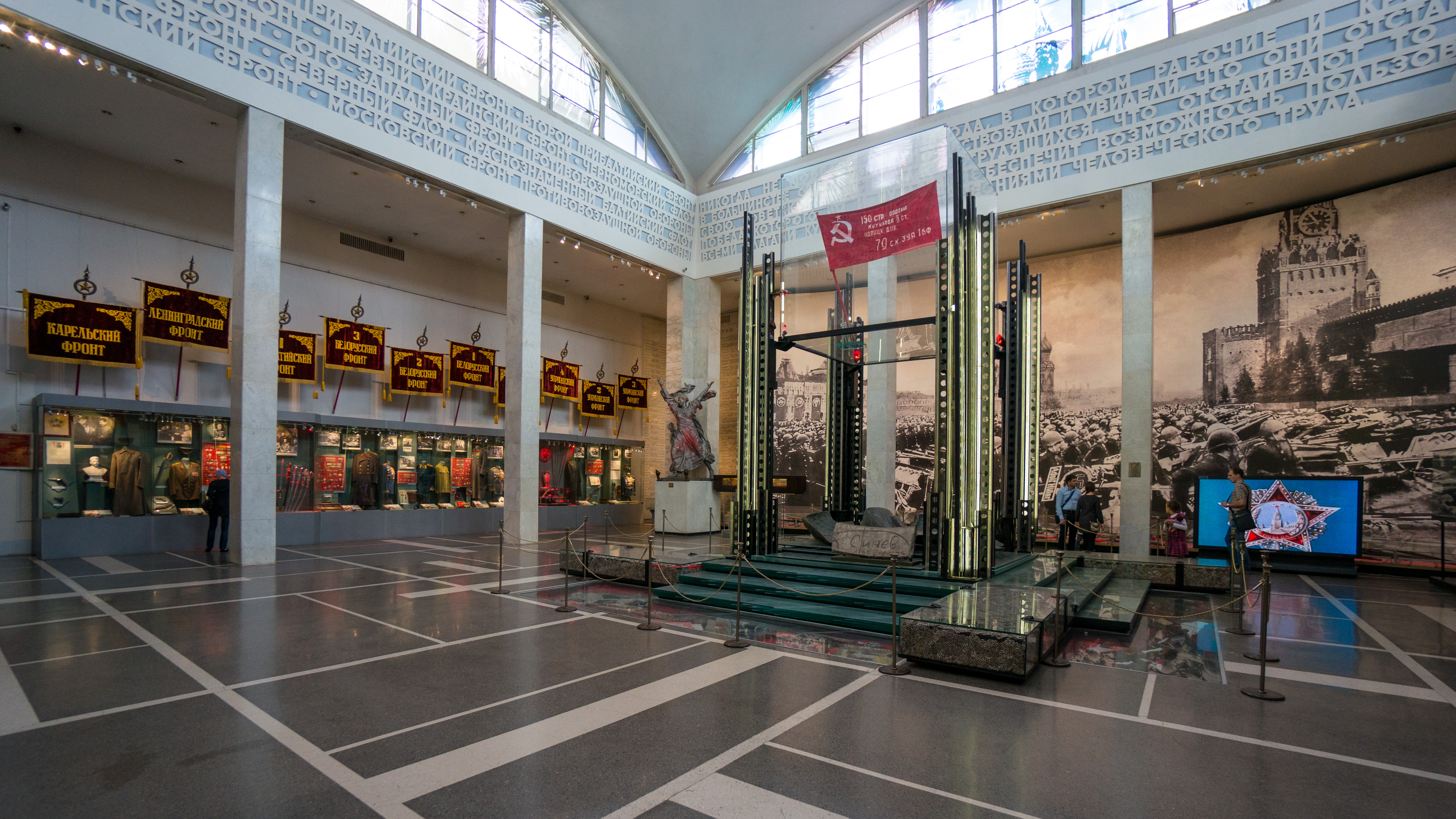
中央军事博物馆展出的胜利旗

### 室内展馆[2]
- 十四世纪至二十世纪初的俄罗斯军队及舰队历史

1. 俄罗斯陆军和海军的历史截止到1917年（1-3厅）
2. 俄国内战期间的苏联红军以及外国军事干预（4-6厅）
3. 苏联红军保卫苏联（7-8厅）

- 伟大的卫国战争（第9-18厅）

- 一九四六年至今的苏联和俄罗斯联邦武装力量

1. 战后苏联武装部队的发展（19-21厅）;
2. 俄罗斯联邦武装部队的发展（第22-24厅）

### 露天展馆

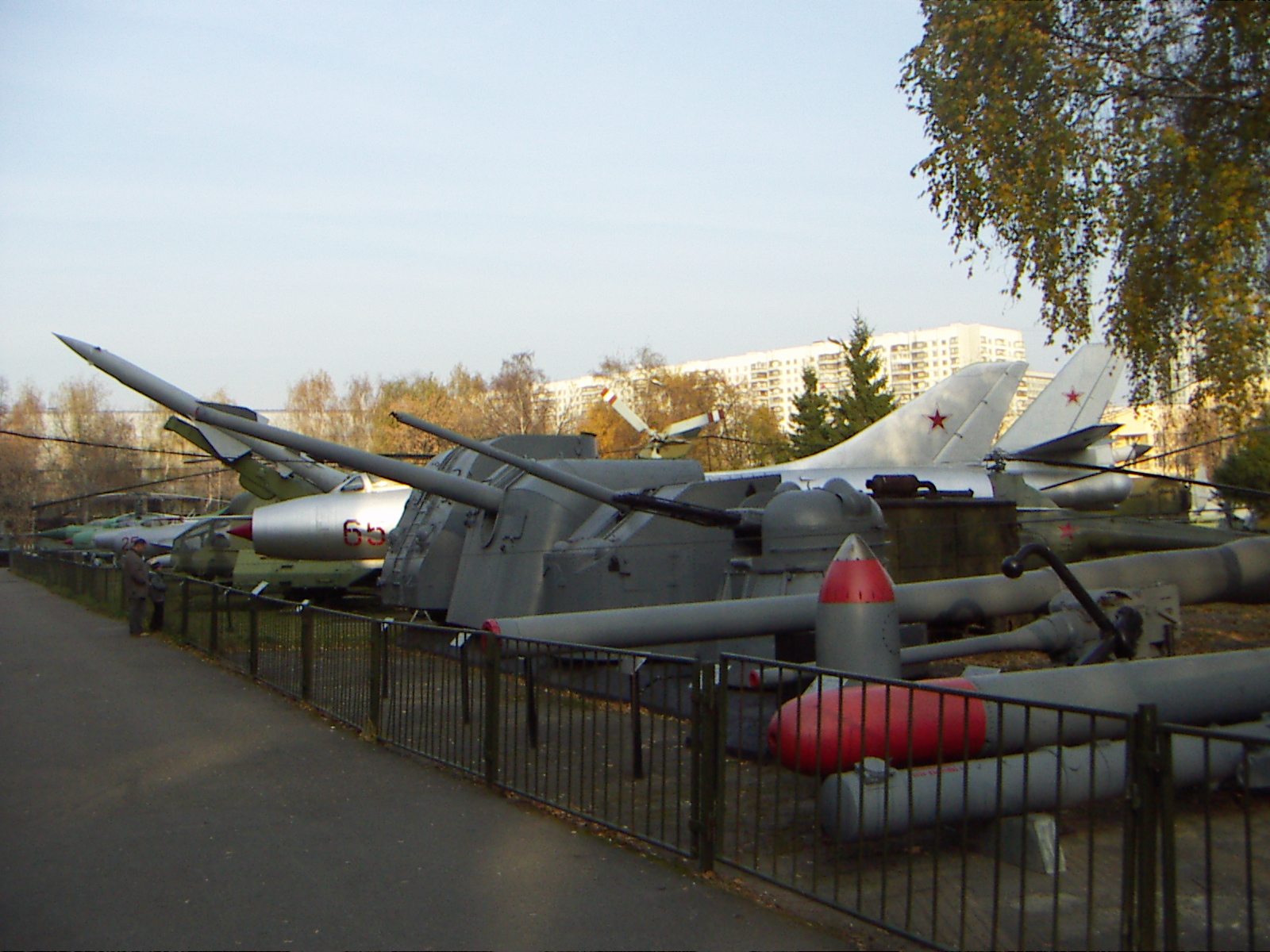
舰炮及鱼雷
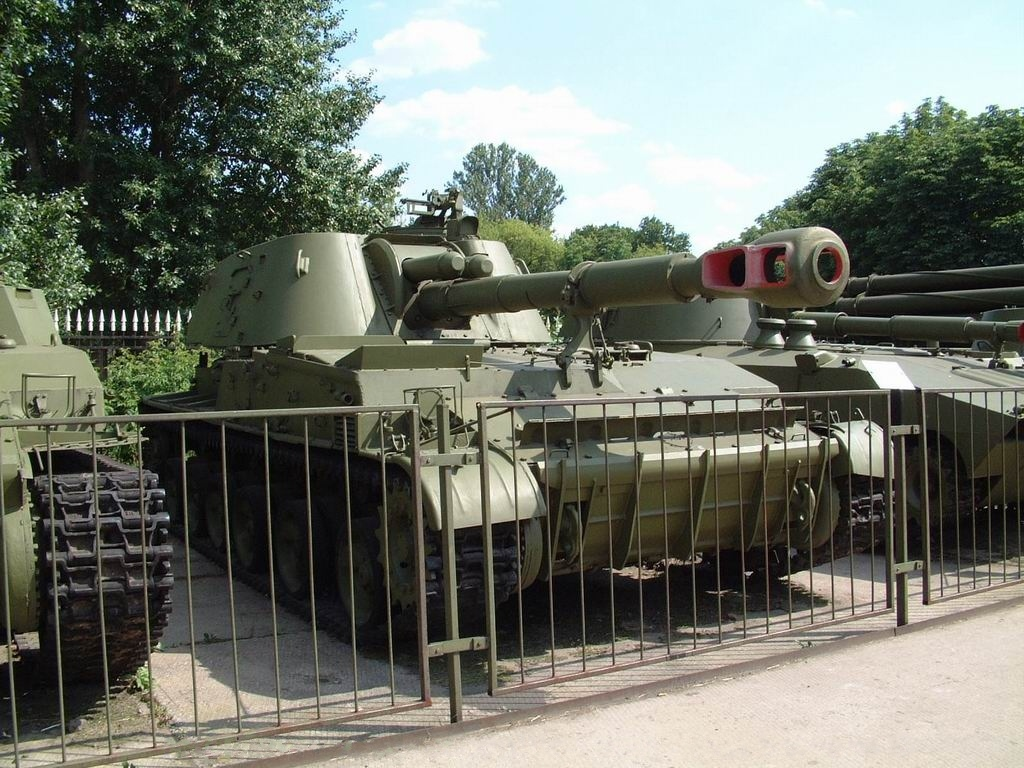
2s3自行火炮
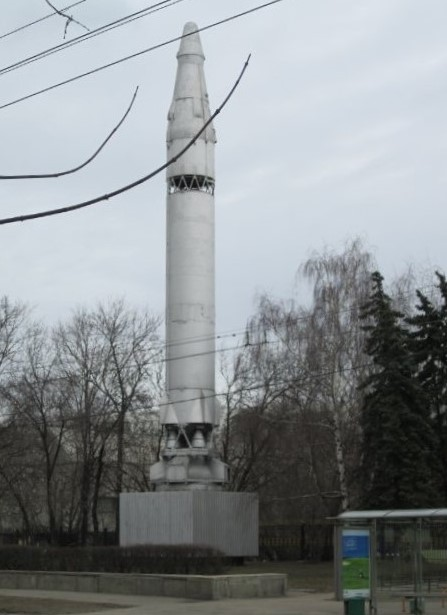
R9火箭
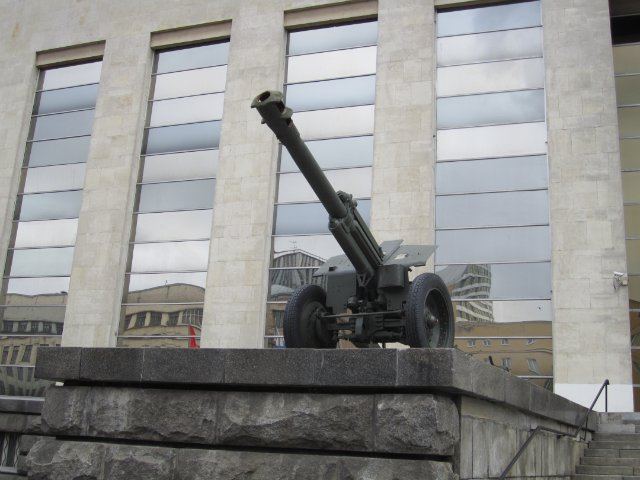
152榴弹炮

## 分支机构
- 朱可夫元帅办公室旧址

地址 119160，莫斯科市兹纳缅卡街19号。
工作时间  只对团体参观开放   10：00-16：00  周六、周日休息
- 俄罗斯联邦空军中央博物馆

地址：141171，莫斯科州莫尼诺博物馆街1号。
工作时间   10：00-17：00   周一、周二休息

## 门票及开馆时间
- 工作时间
- 周三 - 周日   10:00至17:00
- 周一 - 周二   休息

- 重要节日庆典
- 5月9日   胜利日
- 5月18日  国际博物馆日
- 6月1日   国际儿童节

（节日除正常开馆外，馆内会安排相应特定活动）
- 成人票 - 250卢布。
- 优惠票 - 150卢布。（在校学生、退休人员、军人及国防部雇员）
- 免票（被授予苏联、俄罗斯联邦英雄的人等）